# Oro nordico
L'oro nordico, la lega di cui sono fatte le tre monete intermedie dell'euro (10, 20 e 50 centesimi), è un ottone. È stato utilizzato precedentemente anche per monete di altri paesi.
A dispetto del nome, non contiene oro e la sua composizione è la seguente: 
| Metallo        | Percentuale |
| -------------- | ----------- |
| Rame (Cu)      | 89%         |
| Zinco (Zn)     | 5%          |
| Alluminio (Al) | 5%          |
| Stagno (Sn)    | 1%          |

È anallergico, antimicotico, leggermente antimicrobico (specialmente quando abraso), e resistente all'ossidazione.